# Southpaw Grammar
Southpaw Grammar är ett studioalbum av Morrissey. Det släpptes den 28 augusti 1995 och är inspelat under mars-april samma år. Den 7 juli 2008 återutgivs återigen albumet, då med nya extra låtar och nytt omslag.

## Låtlista
1. "The Teachers Are Afraid of the Pupils" - 11:15
2. "Reader Meet Author" - 3:39
3. "The Boy Racer" - 4:55
4. "The Operation" - 6:52
5. "Dagenham Dave" - 3:13
6. "Do Your Best and Don't Worry" - 4:05
7. "Best Friend on the Payroll" - 3:48
8. "Southpaw" - 10:03

## Medverkande

### Bandet
- Morrissey - Sång
- Alain Whyte - Gitarr
- Boz Boorer - Gitarr
- Jonny Bridgewood - Elbas
- Spencer James Cobrin - Trummor